# Championnat international de Formule 3000 1998
Le championnat international de F3000 1998 a été remporté par le Colombien Juan Pablo Montoya sur une monoplace de l'écurie Super Nova.

## Engagés
| Equipe                    | Voiture           | No. | Pilote                | Manches    |
| ------------------------- | ----------------- | --- | --------------------- | ---------- |
| Super Nova Racing         | Lola T96/50 Zytek | 1   | Juan Pablo Montoya    | toutes     |
| Super Nova Racing         | Lola T96/50 Zytek | 2   | Boris Derichebourg    | toutes     |
| Den Blå Avis              | Lola T96/50 Zytek | 3   | Jason Watt            | toutes     |
| Den Blå Avis              | Lola T96/50 Zytek | 4   | Gareth Rees           | toutes     |
| Edenbridge Racing         | Lola T96/50 Zytek | 5   | Max Wilson            | toutes     |
| Edenbridge Racing         | Lola T96/50 Zytek | 6   | Werner Lupberger (en) | toutes     |
| DAMS                      | Lola T96/50 Zytek | 7   | Jamie Davies          | toutes     |
| DAMS                      | Lola T96/50 Zytek | 8   | Grégoire de Galzain   | toutes     |
| Auto Sport Racing         | Lola T96/50 Zytek | 9   | Rui Águas             | 1          |
| Auto Sport Racing         | Lola T96/50 Zytek | 9   | Dino Morelli          | 2-5        |
| Auto Sport Racing         | Lola T96/50 Zytek | 9   | Tomáš Enge            | 8-12       |
| Auto Sport Racing         | Lola T96/50 Zytek | 10  | Olivier Martini       | toutes     |
| Team Astromega            | Lola T96/50 Zytek | 11  | Gastón Mazzacane      | toutes     |
| Team Astromega            | Lola T96/50 Zytek | 12  | Gonzalo Rodríguez     | toutes     |
| Draco Engineering         | Lola T96/50 Zytek | 14  | Bruno Junqueira       | toutes     |
| Draco Engineering         | Lola T96/50 Zytek | 15  | Giovanni Montanari    | toutes     |
| Nordic Racing             | Lola T96/50 Zytek | 16  | Fabrice Walfisch      | toutes     |
| Nordic Racing             | Lola T96/50 Zytek | 17  | Brian Smith           | 1-6        |
| Nordic Racing             | Lola T96/50 Zytek | 17  | Kevin McGarrity       | 7-9        |
| Nordic Racing             | Lola T96/50 Zytek | 17  | Hidetoshi Mitsusada   | 10-12      |
| Coloni Motorsport         | Lola T96/50 Zytek | 18  | Giorgio Vinella       | 1-7, 9-12  |
| Coloni Motorsport         | Lola T96/50 Zytek | 18  | Rui Águas             | 8          |
| Coloni Motorsport         | Lola T96/50 Zytek | 19  | Thomas Biagi          | 1-2        |
| Coloni Motorsport         | Lola T96/50 Zytek | 19  | Rui Águas             | 3-6        |
| Coloni Motorsport         | Lola T96/50 Zytek | 19  | Oliver Tichy          | 7-12       |
| Durango Formula           | Lola T96/50 Zytek | 20  | Bertrand Godin        | toutes     |
| Durango Formula           | Lola T96/50 Zytek | 21  | Soheil Ayari          | toutes     |
| Arden Racing KTR          | Lola T96/50 Zytek | 22  | Christian Horner      | toutes     |
| Arden Racing KTR          | Lola T96/50 Zytek | 23  | Kurt Mollekens        | 1-8, 10-12 |
| Redman & Bright F3000     | Lola T96/50 Zytek | 24  | Jonny Kane            | 1-4        |
| Redman & Bright F3000     | Lola T96/50 Zytek | 24  | David Cook            | 7-9        |
| Redman & Bright F3000     | Lola T96/50 Zytek | 25  | Mark Shaw             | toutes     |
| Bob Salisbury Engineering | Lola T96/50 Zytek | 26  | Dino Morelli          | /          |
| Bob Salisbury Engineering | Lola T96/50 Zytek | 27  | James Taylor          | /          |
| Apomatox                  | Lola T96/50 Zytek | 28  | Stéphane Sarrazin     | Toutes     |
| Apomatox                  | Lola T96/50 Zytek | 29  | Marcelo Battistuzzi   | Toutes     |
| West Competition          | Lola T96/50 Zytek | 30  | Nick Heidfeld         | Toutes     |
| West Competition          | Lola T96/50 Zytek | 31  | Nicolas Minassian     | 1-11       |
| West Competition          | Lola T96/50 Zytek | 31  | Bas Leinders          | 12         |
| RTL Team Oreca            | Lola T96/50 Zytek | 32  | Alex Müller           | Toutes     |
| RTL Team Oreca            | Lola T96/50 Zytek | 33  | Dominik Schwager      | Toutes     |
| Prema Powerteam           | Lola T96/50 Zytek | 34  | André Couto           | Toutes     |
| Prema Powerteam           | Lola T96/50 Zytek | 35  | André Gaidzinski      | /          |
| Prema Powerteam           | Lola T96/50 Zytek | 35  | Paolo Ruberti         | 1-6        |
| Prema Powerteam           | Lola T96/50 Zytek | 35  | Thomas Biagi          | 7-12       |
| GP Racing                 | Lola T96/50 Zytek | 36  | Paolo Ruberti         | /          |
| GP Racing                 | Lola T96/50 Zytek | 36  | Cyrille Sauvage       | 1-10       |
| GP Racing                 | Lola T96/50 Zytek | 36  | James Taylor          | 11-12      |
| Raceprep Motorsport       | Lola T96/50 Zytek | 37  | Kevin McGarrity       | 1-5        |
| G. S. Team                | Lola T96/50 Zytek | 38  | Fabrizio Gollin       | Toutes     |
| G. S. Team                | Lola T96/50 Zytek | 39  | Cyrille Sauvage       | /          |
| Elide Racing              | Lola T96/50 Zytek | 40  | Polo Villaamil        | 1, 3       |

## Règlement sportif
- L'attribution des points s'effectue selon le barème 10,6,4,3,2,1.

## Courses de la saison 1998
| No. | Date         | Evenement                            | Circuit                       | Lieu                | Pays        |
| --- | ------------ | ------------------------------------ | ----------------------------- | ------------------- | ----------- |
| 1   | 10 avril     | Grosser Preis von Oschersleben F3000 | Motorsport Arena Oschersleben | Oschersleben (Bode) | Allemagne   |
| 2   | 25 avril     | F1 Grand Prix de Saint-Marin         | Autodromo Enzo e Dino Ferrari | Imola               | Italie      |
| 3   | 9 mai        | F1 Grand Prix d'Espagne              | Circuit de Catalunya          | Montmeló            | Espagne     |
| 4   | 16 mai       | Autosport International Trophy       | Circuit de Silverstone        | Silverstone         | Royaume-Uni |
| 5   | 23 mai       | F1 Grand Prix de Monaco              | Circuit de Monaco             | Monaco              | Monaco      |
| 6   | 1er juin     | Grand Prix de Pau                    | Circuit de Pau-Ville          | Pau                 | France      |
| 7   | 25 juillet   | F1 Grand Prix d'Autriche             | A1 Ring                       | Spielberg           | Autriche    |
| 8   | 1er août     | F1 Grand Prix d'Allemagne            | Hockenheimring                | Hockenheim          | Allemagne   |
| 9   | 15 août      | F1 Grand Prix de Hongrie             | Hungaroring                   | Mogyoród            | Hongrie     |
| 11  | 29 août      | F1 Grand Prix de Belgique            | Circuit de Spa-Francorchamps  | Francorchamps       | Belgique    |
| 12  | 6 septembre  | Gran Premio del Meditteraneo         | Autodromo di Pergusa          | Enna                | Italie      |
| 13  | 26 septembre | F1 Grand Prix du Luxembourg          | Nürburgring                   | Nürburg             | Allemagne   |

## Classement des pilotes
| Classement | Pilote                | Pays               | Equipe           | Nombre de points |
| ---------- | --------------------- | ------------------ | ---------------- | ---------------- |
| 1er        | Juan Pablo Montoya    | Colombie           | Super Nova       | 65               |
| 2e         | Nick Heidfeld         | Allemagne          | West Competition | 58               |
| 3e         | Gonzalo Rodriguez     | Uruguay            | Astromega        | 33               |
| 4e         | Jason Watt            | Danemark           | Den Blå Avis     | 30               |
| 5e         | Soheil Ayari          | France             | Durango          | 20               |
| 6e         | Stéphane Sarrazin     | France             | Apomatox         | 19               |
| 7e         | Kurt Mollekens        | Belgique           | KTR Arden        | 19               |
| 8e         | Gareth Rees           | Royaume-Uni        | Den Blå Avis     | 10               |
| 9e         | Max Wilson            | Brésil             | Edenbridge       | 9                |
| 10e        | Jamie Davies          | Royaume-Uni        | DAMS             | 8                |
| 11e        | André Couto           | Portugal           | Prema            | 7                |
| 12e        | Boris Derichebourg    | France             | Super Nova       | 5                |
| 13e        | Nicolas Minassian     | France             | West Competition | 5                |
| 14e        | Thomas Biagi          | Italie             | Coloni           | 3                |
| 14e        | Dominik Schwager      | Allemagne          | Oreca            | 3                |
| 14e        | Kevin McGaritty       | Irlande            | Nordic           | 3                |
| 17e        | Bruno Junqueira       | Brésil             | Draco            | 3                |
| 17e        | Oliver Martini        | Italie             | Auto Sport       | 3                |
| 19e        | Cyrille Sauvage       | France             | GP Racing        | 2                |
| 19e        | Alexander Muller      | Allemagne          | Oreca            | 2                |
| 21e        | Gaston Mazzacane      | Argentine          | Astromega        | 2                |
| 22e        | Marcello Battistuzzi  | Brésil             | Apomatox         | 1                |
| 22e        | Werner Lupberger (en) | Afrique du Sud     | Edenbridge       | 1                |
| 22e        | Tomáš Enge            | République tchèque | Auto Sport       | 1                |